# نگاه کردن به ستاره‌ها
"نگاه کردن به ستاره ها" ( [Looking up to the Starry Sky] Error: {{Lang-xx}}: متن دارای نشانه‌گذاری ایتالیک است (راهنما)</link> ) شعری است که توسط ون جیابائو ، عضو کمیته دائمی دفتر سیاسی کمیته مرکزی حزب کمونیست چین و نخست وزیر شورای دولتی جمهوری خلق چین سروده شده است . کل شعر از چهار بیت تشکیل شده است که نگرانی از سرنوشت کشور، ملت و حتی بشریت را بیان می کند. 
در 14 می 2007، ون جیابائو اولین سخنرانی عمومی خود را در سالن زنگ دانشکده معماری و شهرسازی دانشگاه تونگجی انجام داد  . این شعر در ۱۳ شهریور ۱۳۸۶ در ضمیمه ادبی « روزنامه مردم » منتشر شد.

## متن ترانه
فیلم "Stepping Out" (با بازی لو جیانمین و شی ویجیان ) که در سال 2008 در شهرستان وونینگ، استان جیانگشی نمایش داده شد، از "به ستاره ها نگاه می کنم" به عنوان متن آهنگ موضوع فیلم استفاده کرد و هو یو، خواننده ای از گروه هنر معدن زغال سنگ چین، موسیقی را ساخته است. 

## آواز خواندن
در 2 اکتبر 2009، در جشن شصتمین سالگرد تاسیس جمهوری خلق چین در استادیوم هونگ هوم در هنگ کنگ، خواننده مشهور جکی چونگ و یانگ پییی خواننده کودکان آهنگی به همین نام را بر اساس موسیقی متن فیلم «به ستاره ها نگاه می کنم» با 500 کودک. 

## سرود دانشگاه بیهانگ
در 13 می 2010، دانشگاه بیهانگ اعلام کرد که "نگاه کردن به ستاره ها" به سرود مدرسه تبدیل خواهد شد.

## سوالات انشایی کنکور
سوال انشا برای مقاله پکن آزمون ورودی کالج عمومی 2010 این است: "نگاه کردن به ستاره ها و نگه داشتن پاهای خود روی زمین". 